# Fairuza Balk
Fairuza Michelle Balk (Point Reyes, 21 maggio 1974) è un'attrice statunitense.

## Biografia
La madre, Cathryn Balk, di origini olandesi, era una ballerina di danza del ventre di successo mentre il padre Solomon Felthouse un musicista, ex membro dei Kaleidoscope.

## Carriera
La sua prima prova cinematografica come attrice risale all'età di soli 11 anni, nel film Nel fantastico mondo di Oz (1985) della Walt Disney.
Altri film importanti, furono Valmont (1989), Cosa fare a Denver quando sei morto (1995), Giovani streghe (1996), American History X (1998), Quasi famosi (2000) e Personal Velocity - Il momento giusto (2003).
Inoltre, ha prestato la sua voce al personaggio di Mercedes Cortez nel videogioco Grand Theft Auto: Vice City.

## Filmografia parziale

### Attrice

#### Cinema
- Nel fantastico mondo di Oz (Return to Oz), regia di Walter Murch (1985) – Dorothy Gale
- L'ultima scelta di Max (The Outside Chance of Maximilian Glick), regia di Allan A. Goldstein (1988)
- Valmont, regia di Miloš Forman (1989)
- Nel deserto di Laramie (Gas Food Lodging), regia di Allison Anders (1992)
- Crimini immaginari (Imaginary Crimes), regia di Anthony Drazan (1994)
- Cosa fare a Denver quando sei morto (Things to Do in Denver When You're Dead), regia di Gary Fleder (1995)
- Giovani streghe (The Craft), regia di Andrew Fleming (1996)
- L'isola perduta (The Island of Dr. Moreau), regia di John Frankenheimer (1996)
- American Perfekt, regia di Paul Chart (1997)
- Scelte pericolose (The Maker), regia di Tim Hunter (1997)
- American History X, regia di Tony Kaye (1998)
- Waterboy (The Waterboy), regia di Frank Coraci (1998)
- Quasi famosi (Almost Famous), regia di Cameron Crowe (2000)
- Personal Velocity - Il momento giusto (Personal Velocity: Three Portraits), regia di Rebecca Miller (2002)
- Deuces Wild - I guerrieri di New York (Deuces Wild), regia di Scott Kalvert (2002)
- Non bussare alla mia porta (Don't Come Knocking), regia di Wim Wenders (2005)
- Wild Tigers I Have Known, regia di Cam Archer (2006)
- Humboldt County, regia di Darren Grodsky e Danny Jacobs (2008)
- Il cattivo tenente - Ultima chiamata New Orleans (Bad Lieutenant: Port of Call New Orleans), regia di Werner Herzog (2009)
- Hell Is Where the Home Is, regia di Orson Oblowitz (2018)
- Il rito delle streghe (The Craft: Legacy), regia di Zoe Lister-Jones (2020)

#### Televisione
- Zero in magia (The Worst Witch), regia di Robert Young – film TV (1986)
- Una povera ragazza ricca - La storia di Barbara Hutton (Poor Little Rich Girl: The Barbara Hutton Story), regia di Charles Jarrott – miniserie TV (1987)
- Attrazioni omicide (Deadly Intentions... Again?), regia di James Steven Sadwith – film TV (1991)
- Senza movente (Murder in the Heartland), regia di Robert Markowitz – miniserie TV (1993)
- I Soprano (The Sopranos) – serie TV, episodio 3x13 (2001)
- Masters of Horror – serie TV, episodio 1x11 (2006)
- Ray Donovan – serie TV, 7 episodi (2015)
- Paradise City – serie TV, 8 episodi (2021)

## Doppiatrici italiane
Nelle versioni in italiano delle opere in cui ha recitato, Fairuza Balk è stata doppiata da:
- Laura Lenghi in Cosa fare a Denver quando sei morto, Quasi famosi
- Rossella Acerbo in American History X, Quasi famosi (ridoppiaggio)
- Giuppy Izzo in Nel fantastico mondo di Oz
- Georgia Lepore in Valmont
- Lara Parmiani in Senza movente
- Ilaria Stagni in Giovani streghe
- Chiara Salerno ne L'isola perduta
- Alessandra Cassioli in Waterboy
- Antonella Baldini in Deuces Wild - I guerrieri di New York
- Federica De Bortoli in Non bussare alla mia porta
- Laura Latini in Masters of Horror
- Monica Bertolotti in Ray Donovan